# Espinosa de Cerrato
Espinosa de Cerrato – gmina w Hiszpanii, w prowincji Palencia, w Kastylii i León, o powierzchni 45,28 km². W 2011 roku gmina liczyła 194 mieszkańców.